# La Force (Aude)
Pour les articles homonymes, voir La Force.
La Force  est une commune française, située dans le Nord-Ouest du département de l'Aude en région Occitanie.
Sur le plan historique et culturel, la commune fait partie du Lauragais, l'ancien « pays de Cocagne », lié à la fois à la culture du pastel et à l’abondance des productions, et de « grenier à blé du Languedoc ». Exposée à un climat méditerranéen, elle est drainée par le ruisseau de la Font Saint-Martin, le ruisseau de la Force et par deux autres cours d'eau.
La Force est une commune rurale qui compte 259 habitants en 2022, après avoir connu un pic de population de 365 habitants en 1821. Elle fait partie de l'aire d'attraction de Carcassonne. Ses habitants sont appelés les Forçois ou  Forçoises.

## Géographie

### Localisation
La commune est située dans le Lauragais. À vol d'oiseau, la commune est située à 20,8 kilomètres à l'ouest de Carcassonne, à 5,6 kilomètres au sud-ouest de Bram et à 4,9 kilomètres au nord-est de Fanjeaux.
Le village lui-même est construit en circulade et situé sur un coteau.

### Communes limitrophes
|          | Villesiscle (par un quadripoint) |                                     |
| Fanjeaux | La Force                         | Montréal                            |
|          | Lasserre-de-Prouille             | Villeneuve-lès-Montréal (sur 100 m) |

### Géologie et relief
La superficie de la commune est de 460 hectares ; l'altitude varie entre 158 et 233 mètres.
La Force se situe en zone de sismicité 1 (sismicité très faible).

### Hydrographie
La commune est dans la région hydrographique « Côtiers méditerranéens », au sein du bassin hydrographique Rhône-Méditerranée-Corse. Elle est drainée par le ruisseau de la Font Saint-Martin, le ruisseau de la Force, le ruisseau de Baïrole et le ruisseau d'Embarre, qui constituent un réseau hydrographique de 7 km de longueur totale,.

### Climat
Pour des articles plus généraux, voir Climat de l'Occitanie et Climat de l'Aude.
En 2010, le climat de la commune est de type climat du Bassin du Sud-Ouest, selon une étude s'appuyant sur une série de données couvrant la période 1971-2000. En 2020, Météo-France publie une typologie des climats de la France métropolitaine dans laquelle la commune est exposée à un climat océanique altéré et est dans la région climatique Aquitaine, Gascogne, caractérisée par une pluviométrie abondante au printemps, modérée en automne, un faible ensoleillement au printemps, un été chaud (19,5 °C), des vents faibles, des brouillards fréquents en automne et en hiver et des orages fréquents en été (15 à 20 jours).
Pour la période 1971-2000, la température annuelle moyenne est de 13,4 °C, avec une amplitude thermique annuelle de 16 °C. Le cumul annuel moyen de précipitations est de 716 mm, avec 9,7 jours de précipitations en janvier et 5,2 jours en juillet. Pour la période 1991-2020, la température moyenne annuelle observée sur la station météorologique la plus proche, située sur la commune de Fanjeaux à 5 km à vol d'oiseau, est de 14,3 °C et le cumul annuel moyen de précipitations est de 625,0 mm,. Pour l'avenir, les paramètres climatiques de la commune estimés pour 2050 selon différents scénarios d'émission de gaz à effet de serre sont consultables sur un site dédié publié par Météo-France en novembre 2022.

### Voies de communication et transports
- Par la route : ancienne route nationale 119
- Par le train : la gare SNCF la plus proche est la gare de Bram sur la ligne de Bordeaux-Saint-Jean à Sète-Ville.
- Par l'avion : aéroport de Carcassonne Salvaza

### Milieux naturels et biodiversité
Aucun espace naturel présentant un intérêt patrimonial n'est recensé sur la commune dans l'inventaire national du patrimoine naturel,,.

## Urbanisme

### Typologie
Au 1er janvier 2024, La Force est catégorisée commune rurale à habitat dispersé, selon la nouvelle grille communale de densité à 7 niveaux définie par l'Insee en 2022.
Elle est située hors unité urbaine. Par ailleurs la commune fait partie de l'aire d'attraction de Carcassonne, dont elle est une commune de la couronne,. Cette aire, qui regroupe 115 communes, est catégorisée dans les aires de 50 000 à moins de 200 000 habitants,.

### Occupation des sols
L'occupation des sols de la commune, telle qu'elle ressort de la base de données européenne d’occupation biophysique des sols Corine Land Cover (CLC), est marquée par l'importance des territoires agricoles (100 % en 2018), une proportion identique à celle de 1990 (100 %). La répartition détaillée en 2018 est la suivante : terres arables (62,8 %), zones agricoles hétérogènes (34,5 %), cultures permanentes (2,7 %). L'évolution de l’occupation des sols de la commune et de ses infrastructures peut être observée sur les différentes représentations cartographiques du territoire : la carte de Cassini (XVIIIe siècle), la carte d'état-major (1820-1866) et les cartes ou photos aériennes de l'IGN pour la période actuelle (1950 à aujourd'hui).

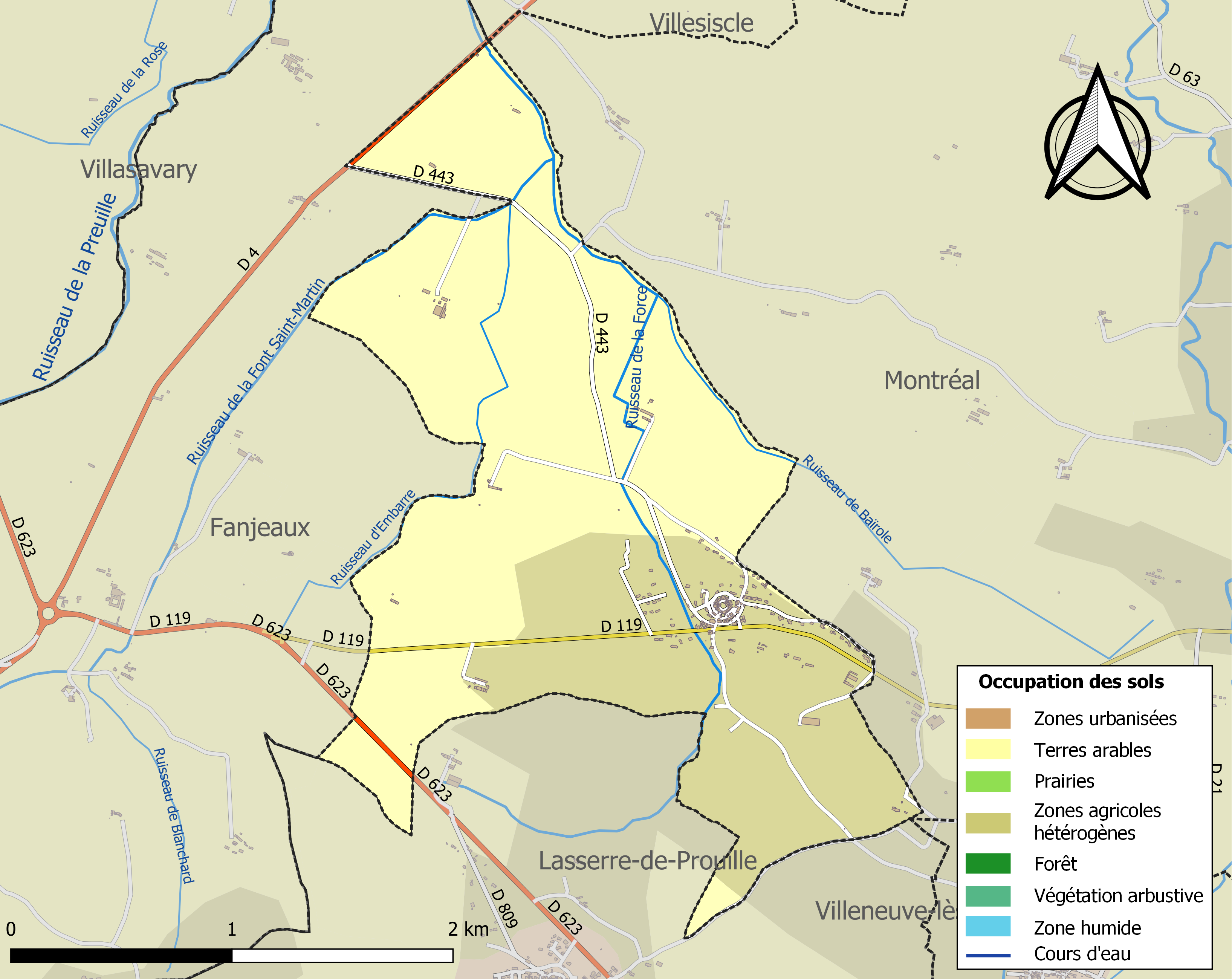
Carte des infrastructures et de l'occupation des sols de la commune en 2018 (CLC).

### Logement
En 2009, le nombre total de logements dans la commune était de 99, alors qu'il était de 83 en 1999.
Parmi ces logements, 77,5 % étaient des résidences principales, 14,7 % des résidences secondaires et 7,8 % des logements vacants. Ces logements étaient pour 98,0 % d'entre eux des maisons individuelles et pour 1,0 % des appartements.
La proportion des résidences principales, propriétés de leurs occupants était de 86,4 %, en hausse par rapport à 1999 (82,1 %). La commune ne dispose pas de logements HLM loués vides(.

### Projets d'aménagements
Plusieurs projets de lotissements sont en cours de développement.

### Risques majeurs
Le territoire de la commune de La Force est vulnérable à différents aléas naturels : météorologiques (tempête, orage, neige, grand froid, canicule ou sécheresse) et séisme (sismicité très faible). Un site publié par le BRGM permet d'évaluer simplement et rapidement les risques d'un bien localisé soit par son adresse soit par le numéro de sa parcelle.

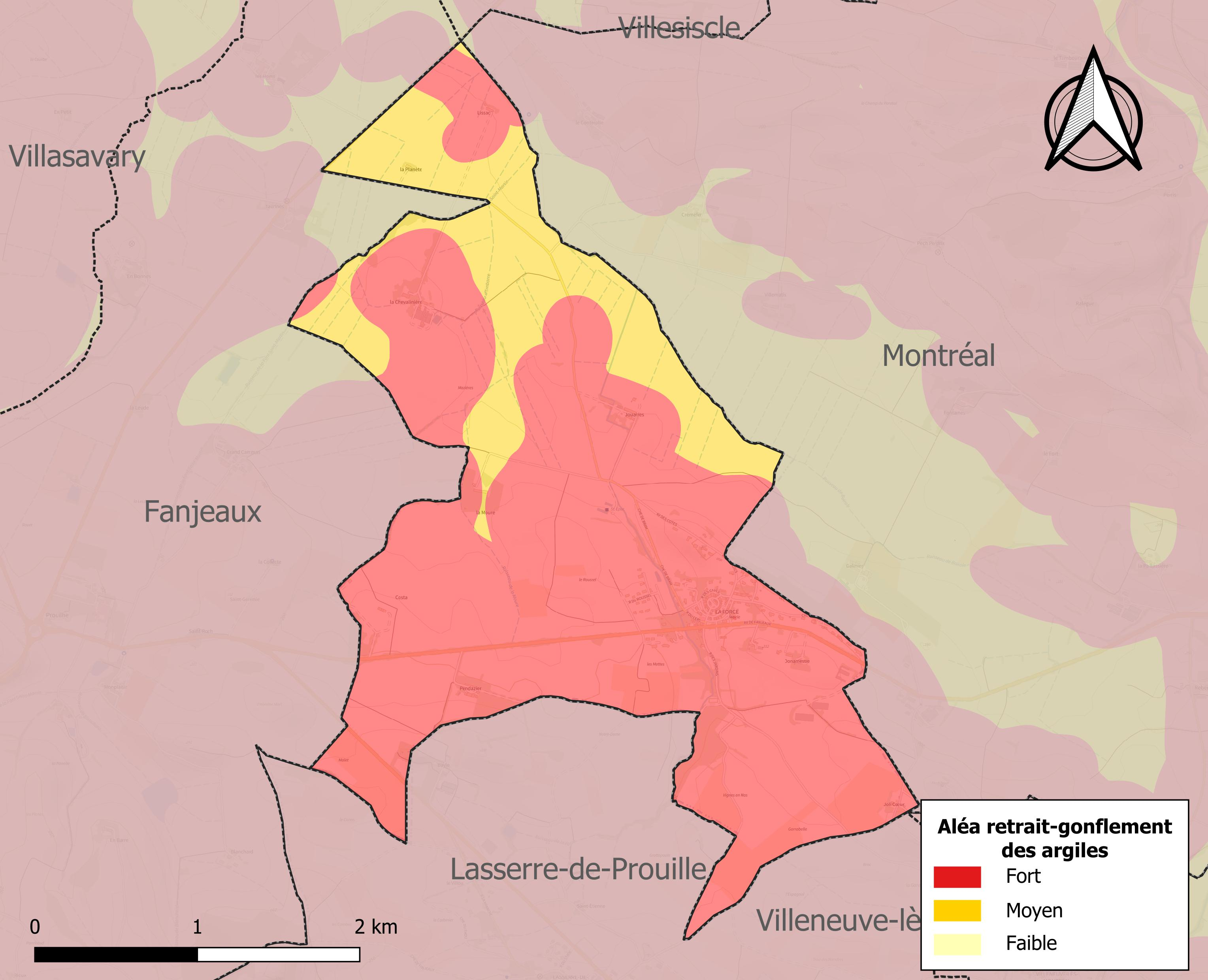
Carte des zones d'aléa retrait-gonflement des sols argileux de La Force.

Le retrait-gonflement des sols argileux est susceptible d'engendrer des dommages importants aux bâtiments en cas d’alternance de périodes de sécheresse et de pluie. La totalité de la commune est en aléa moyen ou fort (75,2 % au niveau départemental et 48,5 % au niveau national). Sur les 135 bâtiments dénombrés sur la commune en 2019, 135 sont en aléa moyen ou fort, soit 100 %, à comparer aux 94 % au niveau départemental et 54 % au niveau national. Une cartographie de l'exposition du territoire national au retrait gonflement des sols argileux est disponible sur le site du BRGM,.

## Toponymie
Le nom de La Force vient du latin médiéval forcia qui désigne une fortification secondaire.
Selon Sabarthès, on trouve Fortia en 1275 dans le cartulaire de Prouilhe, Forcia en 1313, Forcia Raymondi Ferrandi en 1317, Villa de Fortia du diocèse de Saint-Papoul en 1336, Ecclesia S. Marie de Forsia prope monasterium Prouilhianum en 1441 et La Force Raymond Ferrand en 1777. Ramond Ferrand est un patronyme courant à cette époque mais celui dont il s'agit ici pourrait bien être de Fanjeaux (mention en 1211) et avoir été mêlé à l'affaire cathare. Ce qui ouvre la question : comment se nommait la ville avant le début du XIIIe siècle ?

## Histoire
La commune est le poste frontière entre l'Aquitaine Première et la Septimanie, cette ville appartiendrait donc à l'Aquitaine au sens du haut Moyen Âge, c'est-à-dire au royaume de Caribert II.

## Politique et administration

### Découpage territorial
La commune de Force est membre de la communauté de communes Piège-Lauragais-Malepère, un établissement public de coopération intercommunale (EPCI) à fiscalité propre créé le 19 décembre 2012 dont le siège est à Bram. Ce dernier est par ailleurs membre d'autres groupements intercommunaux.
Sur le plan administratif, elle est rattachée à l'arrondissement de Carcassonne, au département de l'Aude, en tant que circonscription administrative de l'État, et à la région Occitanie.
Sur le plan électoral, elle dépend du canton de la Piège au Razès pour l'élection des conseillers départementaux, depuis le redécoupage cantonal de 2014 entré en vigueur en 2015, et de la troisième circonscription de l'Aude  pour les élections législatives, depuis le redécoupage électoral de 1986.

### Administration municipale
Le nombre d'habitants au dernier recensement étant compris entre 100 et 499, le nombre de membres du conseil municipal est de 11.

### Liste des maires
Depuis 1925, 4 maires seulement se sont succédé :

### Instances judiciaires et administratives
Les juridictions compétentes pour la commune de La Force sont le tribunal d'instance de Carcassonne, le tribunal de grande instance de Carcassonne, la cour d'appel de Montpellier, le tribunal pour enfants de Carcassonne, le conseil de prud'hommes de Carcassonne, le tribunal de commerce de Carcassonne, le tribunal administratif de Montpellier et la cour administrative d'appel de Marseille.

### Politique environnementale
Un service de ramassage de tri sélectif existe, géré depuis 2004 par le SMICTOM de l'ouest audois, bien que la mise en place de ce service soit antérieure à cette date.
Depuis 2012, la commune dispose d'une station d'épuration sur lit planté de roseaux.

### Jumelages
Au 10 juin 2013, La Force n'est jumelée avec aucune commune.

## Population et société

### Démographie
| 1793 | 1800 | 1806 | 1821 | 1831 | 1836 | 1841 | 1846 | 1851 |
| ---- | ---- | ---- | ---- | ---- | ---- | ---- | ---- | ---- |
| 270  | 320  | 353  | 365  | 361  | 334  | 319  | 350  | 356  |

| 1856 | 1861 | 1866 | 1872 | 1876 | 1881 | 1886 | 1891 | 1896 |
| ---- | ---- | ---- | ---- | ---- | ---- | ---- | ---- | ---- |
| 316  | 292  | 292  | 290  | 286  | 260  | 285  | 232  | 218  |

| 1901 | 1906 | 1911 | 1921 | 1926 | 1931 | 1936 | 1946 | 1954 |
| ---- | ---- | ---- | ---- | ---- | ---- | ---- | ---- | ---- |
| 223  | 245  | 237  | 244  | 209  | 202  | 203  | 178  | 163  |

| 1962 | 1968 | 1975 | 1982 | 1990 | 1999 | 2005 | 2006 | 2010 |
| ---- | ---- | ---- | ---- | ---- | ---- | ---- | ---- | ---- |
| 165  | 154  | 128  | 129  | 140  | 187  | 191  | 185  | 205  |

| 2015 | 2020 | 2022 | - | - | - | - | - | - |
| ---- | ---- | ---- | - | - | - | - | - | - |
| 217  | 250  | 259  | - | - | - | - | - | - |

### Enseignement
La Force possède une école élémentaire publique, une classe unique de 21 élèves (à la rentrée 2021), regroupant les enfants du CP jusqu'au CM2. Cette école fait partie d'un regroupement pédagogique avec la commune de Lasserre-de-Prouille qui accueille la maternelle. Un service de cantine scolaire destiné aux élèves du regroupement est également disponible.

### Santé
Les établissements de santé les plus proches se trouvent à Carcassonne, Limoux et Castelnaudary. Les urgences sont généralement prises en charge, via les pompiers du bourg voisin de Montréal, par le centre hospitalier de Carcassonne.

### Sports
Un terrain de foot, un terrain de pétanque et un club de pétanque se réunissant certains vendredis de l'année.

### Cultes
Le territoire de la commune dépend de la paroisse catholique Saint-Dominique en Lauragais au sein du diocèse de Carcassonne et Narbonne.

## Économie

### Revenus de la population et fiscalité
En 2010, le revenu fiscal médian par ménage était de 30 824 €, ce qui plaçait La Force au 12 600e rang parmi les 31 525 communes de plus de 39 ménages en métropole.

### Emploi
En 2009, la population âgée de 15 à 64 ans s'élevait à 128 personnes, parmi lesquelles on comptait 77 % d'actifs dont 65,9 % ayant un emploi et 11,1 % de chômeurs.
On comptait 68 emplois dans la zone d'emploi, contre 32 en 1999. Le nombre d'actifs ayant un emploi résidant dans la zone d'emploi étant de 86, l'indicateur de concentration d'emploi est de 79 %, ce qui signifie que la zone d'emploi offre un peu moins d'un emploi par habitant actif.

### Activités hors agriculture
13 établissements sont implantés  à la Force au 31 décembre 2019.
Le secteur du commerce de gros et de détail, des transports, de l'hébergement et de la restauration est prépondérant sur la commune puisqu'il représente 30,8 % du nombre total d'établissements de la commune (4 sur les 13 entreprises implantées  à la La Force), contre 32,3 % au niveau départemental.

### Agriculture
|                                   | 1988 | 2000 | 2010 |
| --------------------------------- | ---- | ---- | ---- |
| Exploitations                     | 11   | 6    | 4    |
| Superficie agricole utilisée (ha) | 431  | 278  | 313  |

La commune fait partie de la petite région agricole dénommée « Razès ». En 2010, l'orientation technico-économique de l'agriculture  sur la commune est la production de cultures générales. Quatre exploitations agricoles ayant leur siège dans la commune sont dénombrées lors du recensement agricole de 2010 (onze en 1988). La superficie agricole utilisée est de 313 ha.

### Entreprises et commerces
Au 31 décembre 2010, La Force comptait 28 établissements : 7 dans l’agriculture-sylviculture-pêche, 4 dans l'industrie, 3 dans la construction, 12 dans le commerce-transports-services divers et 2 étaient relatifs au secteur administratif.
En 2011, 2 entreprises ont été créées à La Force.

## Culture locale et patrimoine

### Lieux et monuments

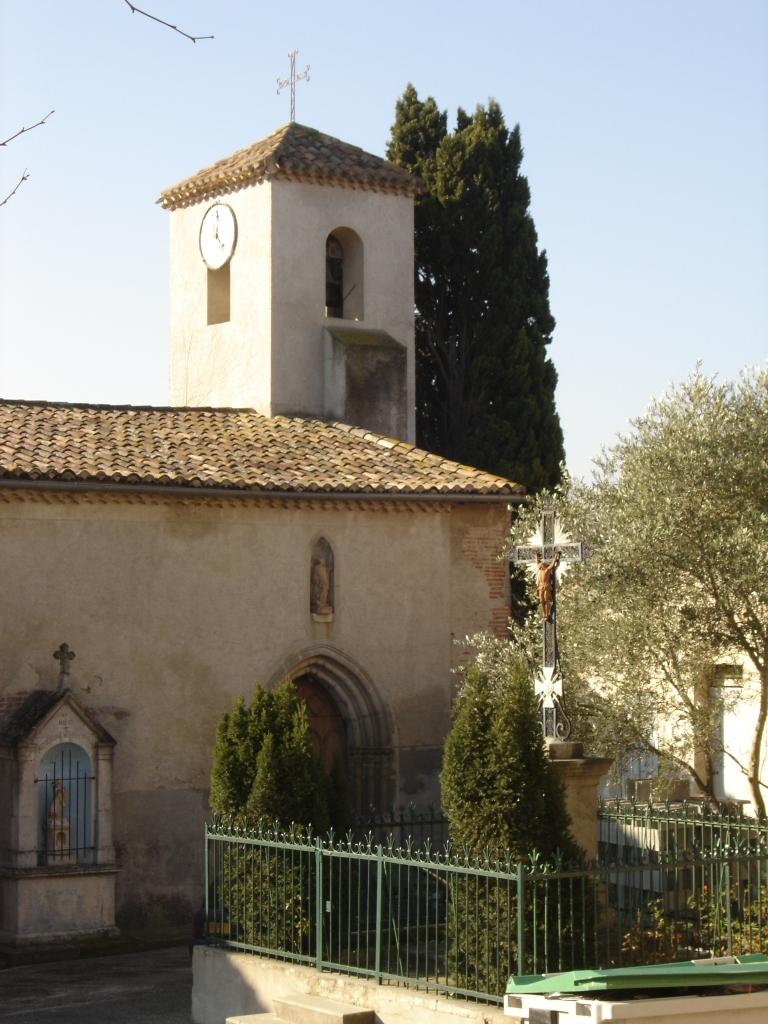
Le clocher carré de l'église et le monument aux morts.

La commune ne contient aucun monument ou objet répertorié au sein de l'inventaire général du patrimoine culturel de la France.
- Église de la Nativité-de-Notre-Dame de La Force.

On peut toutefois mentionner l'église paroissiale dédiée à la Nativité de la Vierge. Le clocher carré de l'église semble bien être antérieur à celle-ci. C'est en réalité une tour carrée qui veillait sur la route qu'il domine, la route actuelle étant récente. L'escalier de cette tour est sénestrogyre. L'église a été construite contre lui tandis que le château, au milieu de sa circulade dans le haut du village, est plus tardif. Cette église est romane, son plan avec baptistère extérieur (la porte d'accès a été occultée) est primitif.

### Héraldique
| Blason de Force (La) | Blason  | De gueules à une billette vidée d'or.            |
| Blason de Force (La) | Détails | Le statut officiel du blason reste à déterminer. |

## Pour approfondir